# Большой Чёрный
Большой Чёрный (фин. Suuri Mustasaari) — небольшой остров в Ладожском озере. Относится к группе западных Ладожских шхер. Расположен в заливе Лехмалахти, к югу от острова Кильпола. Территориально относится к Приозерскому району Ленинградской области России.
Вытянут с северо-запада на юго-восток. Длина 0,9 км, ширина 0,2 км. Остров скалистый, покрытый густыми лесами, что придает ему особую выразительность.
В прошлом здесь жили люди, но затем они ушли и остров постепенно зарос.
Причалить к острову удобно только на северо-западном мысу, где находится галечный пляж. Остальные берега обрывистые с валунами. В глубине острова угадываются остатки хутора. Сохранился небольшой бетонный подвал, недалеко от переправы.

## Топографические карты
- Лист карты P-36-97,98 Приозерск. Масштаб: 1 : 100 000. Указать дату выпуска/состояния местности.